# Tabanus nemoralis
Tabanus nemoralis är en tvåvingeart som beskrevs av Johann Wilhelm Meigen 1820. Tabanus nemoralis ingår i släktet Tabanus och familjen bromsar. Inga underarter finns listade i Catalogue of Life.